# Czornomoreć Sewastopol
Czornomoreć Sewastopol (ukr. Футбольний клуб «Чорноморець» Севастополь, Futbolnyj Kłub "Czornomoreć" Sewastopol, ros. Футбольный Клуб «Черноморец», krym. "Chornomorets" Sevastopol) – ukraiński klub piłkarski z siedzibą w Sewastopolu.

## Historia
Chronologia nazw:
- 1994: Czornomoreć Sewastopol (ukr. «Чорноморець» Севастополь)
- 2000: klub rozwiązano
- 2004: Saruszen CzF Sewastopol (ukr. «Сарушен ЧФ» Севастополь)
- 2014: CzF Sewastopol (ukr. «ЧФ Севастополь» Севастополь)
- 2016: Czornomoreć Sewastopol (ukr. «Чорноморець» Севастополь)

Klub piłkarski Czornomoreć został założony w Sewastopolu w 1994. W 1997 roku jako uczestnik turnieju finałowego Mistrzostw Ukrainy spośród drużyn amatorskich zakwalifikował się do Drugiej Ligi, grupy B. W sezonie 1999/2000 zajął 11. miejsce w swojej grupie, jednak ponownie przez problemy finansowe nie przystąpił do rozgrywek w następnym sezonie, po czym został wkrótce rozwiązano.
W 2004 klub został reaktywowany jako Saruszen CzF i potem występował w mistrzostwach miasta i Krymu. W 2014 roku po aneksji Krymu klub przyjął nazwę CzF Sewastopol, a w sierpniu 2016 zmienił nazwę na Czornomoreć Sewastopol

## Sukcesy
- 8. miejsce w Ukraińskiej Drugiej Lidze, grupie B:

1998/99
- 1/128 finału Pucharu Ukrainy:

1998/99

## Inne
- PFK Sewastopol
- SKCzF Sewastopol
- Metalist Sewastopol
- Czajka-WMS Sewastopol